# 2,4-diaminopentanoato deidrogenasi
La 2,4-diaminopentanoato deidrogenasi è un enzima appartenente alla classe delle ossidoreduttasi, che catalizza la seguente reazione:
2,4-diaminopentanoato + H2O + NAD(P) + ⇄ 2-amino-4-ossopentanoato + NH3 + NAD(P)H + H+
L'enzima agisce anche, più lentamente, sul 2,5-diaminoesanoato formando 2-amino-5-ossoesanoato, che, quindi, ciclizza non-enzimaticamente a 1-pirrolina-2-metil-5-carbossilato.